# Фініке
Фініке - місто і район у Туреччини, за 110 км на захід від Анталії. Розташований на узбережжі Середземного моря.

## Історія
Сучасне місто виросло на місці античного міста Фінікія, заснованого фінікійцями в V столітті до н. е. Але античне місто загублене під сучасними будівлями. У 655 році поблизу міста сталася велика морська битва між візантійським та арабським флотами.
Місто знамените своїми ароматними апельсинами.